# Boudiera areolata
Boudiera areolata är en svampart som beskrevs av Cooke & W. Phillips 1877. Boudiera areolata ingår i släktet Boudiera och familjen Pezizaceae.   Inga underarter finns listade i Catalogue of Life.